# Джордж Лем'є
Джордж Стівен Лем'є (англ. George Stephen LeMieux; нар. 21 травня 1969, Форт-Лодердейл, Флорида) — американський політик-республіканець. Він представляв штат Флорида у Сенаті США з 2009 по 2011.
У 1991 році він закінчив Університет Еморі, а у 1994 здобув ступінь доктора права у Джорджтаунському університеті. Працював політичним консультантом і займався юридичною практикою. Лем'є був головою виборчого штабу Чарлі Кріста на виборах губернатора Флориди в 2006 році. Коли сенатор Мел Мартінес пішов у відставку у 2009, губернатор Кріст призначив Лем'є до Сенату.